# Zweitfrau
Zweitfrau je vídeňská rocková skupina založená v roce 2004.

## Diskografie

### Alba
- 2005: Erstkontakt
- 2008: Rückendeckung

### Singly
- 2005: Vielleichter
- 2005: Schnitt
- 2007: Alles dreht sich
- 2007: Intensiv
- 2008: Dicke Weiber und Roulette